# سرویس اقدام خارجی اروپا

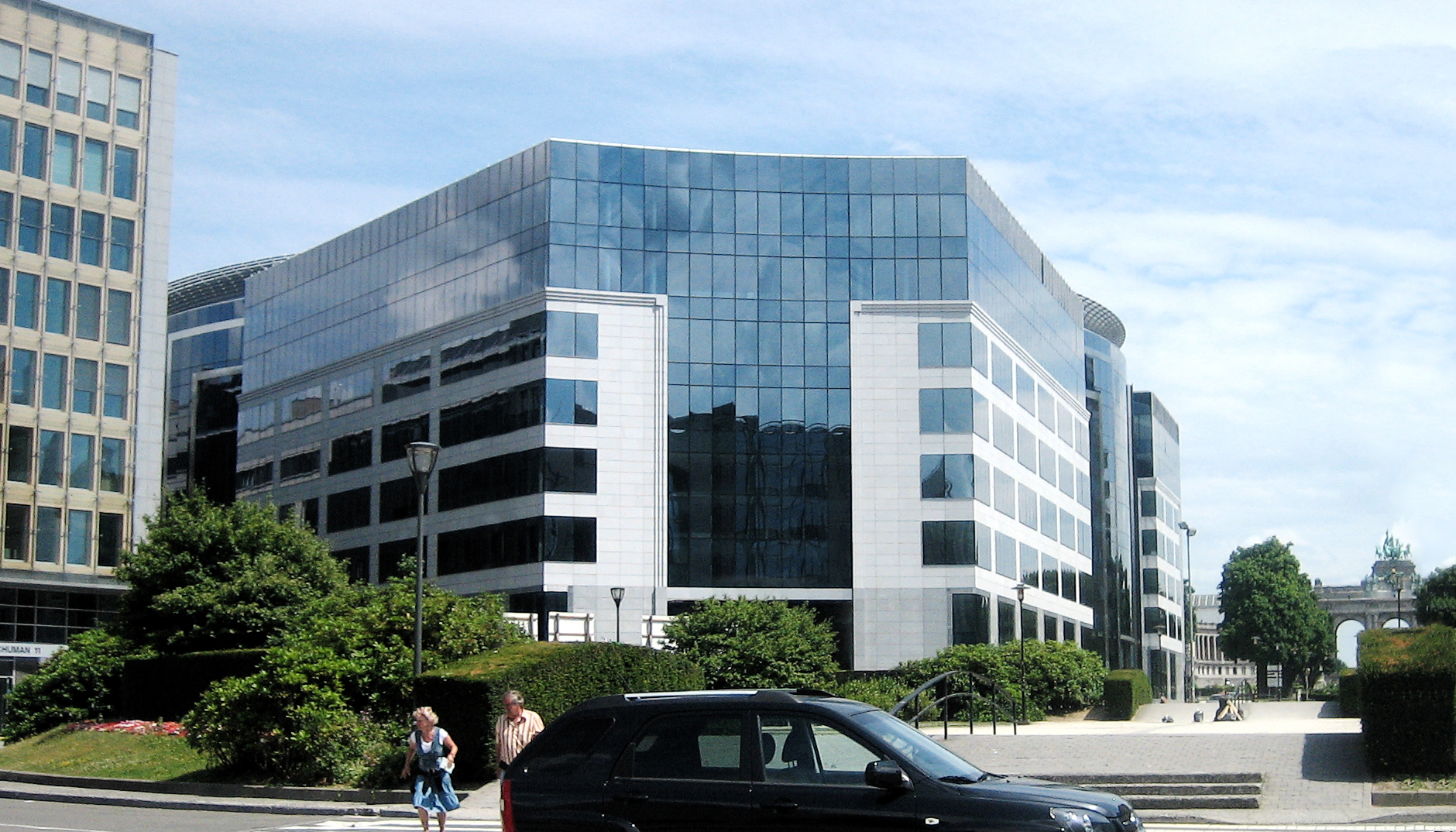
مقر EEAS در محله اروپایی بروکسل

سرویس اقدام خارجی اروپا (EEAS) سرویس دیپلماتیک و وزارت ترکیب شدهٔ خارجه و دفاع اتحادیه اروپا (EU) است. EEAS توسط نماینده عالی سیاست خارجی و امنیت (HR/VP) که همچنین رئیس شورای روابط خارجی و معاون رئیس کمیسیون اروپا است رهبری می‌شود و سیاست خارجی و امنیتی مشترک اتحادیه اروپا (CFSP) از جمله سیاست مشترک امنیتی و دفاعی (CSDP) را اجرا می‌کند.
EEAS به نام خود سیاست پیشنهاد یا اجرا نمی‌کند، بلکه اقداماتی را برای اتخاذ توسط نماینده عالی، کمیسیون اروپا یا شورا آماده می‌کند. EEAS همچنین مسئول نمایندگی‌های دیپلماتیک اتحادیه اروپا (هیئت‌های) و ساختارهای اطلاعاتی و مدیریت بحران است.
| پست | صاحب منصب                 | کشور             |
| دبیرکل و معاونان | دبیرکل و معاونان          | دبیرکل و معاونان |
| --- | ------------------------- | ---------------- |
| دبیرکل | استفانو سانینو            | ایتالیا          |
| معاون دبیرکل در امور اقتصادی و جهانی                                                                                 | هلنا کونیگ                | سوئد             |
| معاون دبیرکل در امور سیاسی                                                                                           | انریکه مورا بنونته        | اسپانیا          |
| معاون دبیرکل در CSDP و واکنش به بحران                                                                                | Paweł Herczyński (موقتاً)  | لهستان           |
| مدیران عامل |                           |                  |
| مدیر عامل آسیا و اقیانوسیه                                                                                           | گونار ویگاند              | آلمان            |
| مدیر عامل آفریقا | ریتا لارانجینا            | کشور پرتغال      |
| مدیر عامل اروپا و آسیای مرکزی                                                                                        | آنجلینا آیکهورست ( موقتاً) | هلند             |
| مدیر عامل خاورمیانه و شمال آفریقا                                                                                    | فرناندو جنتیلینی          | ایتالیا          |
| مدیر عامل قاره آمریکا                                                                                                | برایان گلین               | ایرلند           |
| مدیر عامل امور جهانی و چندجانبه                                                                                      | لوته نادسن                | دانمارک          |
| سایر مدیران ارشد |                           |                  |
| مدیر کل ستاد نظامی اتحادیه اروپا (EUMS) که همچنین به عنوان مدیر قابلیت برنامه‌ریزی و هدایت نظامی (MPCC) فعالیت می‌کند. | ژنرال عیسی پولکینن        | فنلاند           |
| مدیر توانمندی برنامه‌ریزی و هدایت غیرنظامی (CPCC)                                                                     | وینچنزو کاپولا            | ایتالیا          |
| مدیر مرکز اطلاعات و موقعیت اتحادیه اروپا                                                                             | خوزه کاسیمیرو مورگادو     | کشور پرتغال      |
| رئیس دایمی کمیته سیاسی و امنیتی                                                                                      | سوفی از-امزبرگر           | فنلاند           |
| مدیر روابط بین نهادی، هماهنگی سیاست‌ها و دیپلماسی عمومی                                                               | الیور رنتشلر              | آلمان            |